# Mana Ayukawa
Mana Ayukawa (japanisch 鮎川 真奈 Ayukawa Mana; * 14. September 1994 in Noda, Chiba) ist eine japanische Tennisspielerin.

## Karriere
Ayukawa begann im Alter von sechs Jahren mit dem Tennisspielen und bevorzugt dabei laut ITF-Profil Hartplätze. Sie spielt vor allem auf Turnieren der ITF Women’s World Tennis Tour, bei denen sie bislang zwei Einzel- und 18 Doppeltitel gewonnen hat.

## Turniersiege

### Einzel
| Nr. | Datum            | Turnier  | Kategorie   | Belag     | Finalgegnerin    | Ergebnis      |
| --- | ---------------- | -------- | ----------- | --------- | ---------------- | ------------- |
| 1.  | 8. Juni 2014     | Tokyo    | ITF $10.000 | Hartplatz | Miyabi Inoue     | 2:6, 6:0, 6:3 |
| 2.  | 20. Februar 2022 | Monastir | ITF W15     | Hartplatz | Radka Zelníčková | 6:1, 6:1, 6:4 |

### Doppel
| Nr. | Datum             | Turnier                  | Kategorie   | Belag             | Partnerin        | Finalgegnerinnen                        | Ergebnis          |
| --- | ----------------- | ------------------------ | ----------- | ----------------- | ---------------- | --------------------------------------- | ----------------- |
| 1.  | 28. Juni 2013     | Istanbul                 | ITF $10.000 | Hartplatz         | Tomoko Dokei     | Nicole Hoynaski Abbie Myers             | 6:4, 7:66         |
| 2.  | 18. Juli 2013     | Knokke                   | ITF $10.000 | Sand              | Monique Zuur     | Elke Lemmens Sofie Oyen                 | 6:2, 4:6, [10:8]  |
| 3.  | 15. März 2014     | Antalya                  | ITF $10.000 | Sand              | Estelle Cascino  | Lenka Juríková Janina Toljan            | 7:5, 7:5          |
| 4.  | 11. April 2014    | Santa Margherita di Pula | ITF $10.000 | Sand              | Jeļena Ostapenko | Alice Balducci Diana Buzean             | 7:5, 3:6, [10:5]  |
| 5.  | 8. Juni 2014      | Tokio                    | ITF $10.000 | Hartplatz         | Makoto Ninomiya  | Yurina Koshino Akiko Omae               | 3:6, 6:4, [10:4]  |
| 6.  | 2. Januar 2015    | Hongkong                 | ITF $10.000 | Hartplatz         | Makoto Ninomiya  | Tang Haochen Ye Qiuyu                   | 7:64, 2:6, [10:7] |
| 7.  | 28. August 2015   | Braunschweig             | ITF $15.000 | Sand              | Gaia Sanesi      | Shaline-Doreen Pipa Anastazja Rosnowska | 3:6, 7:65, [10:4] |
| 8.  | 24. Oktober 2015  | Hamamatsu                | ITF $25.000 | Rasen             | Makoto Ninomiya  | Kanae Hisami Kotomi Takahata            | 0:6, 6:3, [10:4]  |
| 9.  | 12. November 2017 | Iraklio                  | ITF $15.000 | Sand              | Ylena In-Albon   | Franziska Kommer Laura Schaeder         | 6:4, 6:3          |
| 10. | 26. November 2017 | Stellenbosch             | ITF $15.000 | Hartplatz         | Chanel Simmonds  | Alicia Barnett Nina Stadler             | 6:2, 6:2          |
| 11. | 2. Dezember 2017  | Stellenbosch             | ITF $15.000 | Hartplatz         | Chanel Simmonds  | Petra Januskova Madeleine Kobelt        | 7:63, 6:3         |
| 12. | 2. Februar 2019   | Jodhpur                  | ITF W25     | Hartplatz         | Haruka Kaji      | Eri Hozumi Miyabi Inoue                 | 7:64, 4:6, [10:5] |
| 13. | 20. Juli 2019     | Qujing                   | ITF W25     | Hartplatz (Halle) | Erika Sema       | Kang Jiaqi Peangtarn Plipuech           | 6:2, 6:3          |
| 14. | 24. August 2019   | Tsukuba                  | ITF W25     | Hartplatz         | Erika Sema       | Robu Kajitani Michika Ozeki             | 62:7, 6:1, [10:7] |
| 15. | 11. Januar 2020   | Hongkong                 | ITF W25     | Hartplatz         | Eudice Chong     | Momoko Kobori Mei Yamaguchi             | 6:4, 6:3          |
| 16. | 30. Oktober 2021  | Monastir                 | ITF W15     | Hartplatz         | Rebeka Stolmár   | Ma Yexin Ni Ma Zhuoma                   | 6:3, 6:4          |
| 17. | 7. Mai 2022       | Nottingham               | ITF W25     | Hartplatz         | Alana Parnaby    | Eudice Chong Wong Hong-yi               | 7:5, 6:4          |
| 18. | 3. August 2024    | Sapporo                  | ITF W15     | Hartplatz         | Mao Mushika      | Jeong Bo-young Wong Hong-yi             | 6:3, 6:4          |